# Jan Berson
Jan Bersohn (ur. 3 września 1829 w Warszawie, zm. 24 września 1913 tamże) – polski przemysłowiec, obywatel ziemski, działacz społeczny i filantrop żydowskiego pochodzenia.

## Życiorys
Urodził się w Warszawie w rodzinie żydowskiej, jako syn Majera Bersohna (1787–1873) i Chai z domu Szyman (1796-1855). Brat m.in. Mathiasa (1823–1908) i Pauliny (żony Salomona Baumana, 1816–1912).
Ukończył Instytut Agronomiczny na Marymoncie. Brał czynny udział w życiu społecznym i politycznym pełniąc liczne funkcje. Cieszył się tak wielkim poważaniem w społeczeństwie polskim, że gdy w 1862 w Kongresówce za rządów margrabiego Aleksandra Wielopolskiego odrodziły się instytucje samorządowe i Żydzi uzyskali prawo udziału w wyborach, Bersohn został radcą jako jedyny Żyd w powiecie warszawskim.  Był prezesem Komitetu Budowy Wielkiej Synagogi w Warszawie, członkiem warszawskiego samorządu powiatowego, prezesem Zarządu Towarzystwa Akcyjnego Cukrowni Czersk i Michałów, członkiem Zarządu Warszawskiej Gminy Starozakonnych i kuratorem szkoły rolniczej dla młodzieży żydowskiej w Częstoniewie, otwartej w 1902. Z jego inicjatywy w majątku w Lesznie wybudowano pałac z zabudowaniami mieszkalno-gospodarczymi dla pracownikøw folwarku. W majątku fundowano kolonie do 1918 dla dzieci bez różnicy wyznania. Pałac obecny kształt uzyskał na początku XX w. Nieznany projektant nadał fasadzie formy XVIII-wiecznego baroku. Założył Fundację im. Jana i Cecylii Bersonów.
Jego żoną była Cecylia Levy (1840-1905), z którą miał sześcioro dzieci: Halinę (ur. 1861), Julię (ur. 1863, żonę Maurycego Rosenstock-Rostockiego posła Sejmu Krajowego Galicji i Rady Państwa), Alfreda Zygmunta (1865-1875), Bronisława (1866-1867), Edwarda (obywatela ziemskiego, właściciela dóbr Boglewice), Michała (adwokata, obywatela ziemskiego, właściciela stajni wyścigowej - zginął w 1944 w Warszawie).
Zmarł w Warszawie. Jest pochowany na cmentarzu żydowskim przy ulicy Okopowej, lecz jego nagrobek nie zachował się.